# Вероника и её лентяй
Вероника и её лентяй (фр. Véronique et son cancre) — короткометражный фильм режиссёра Эрика Ромера, вышедший на экраны 11 февраля 1959.

## Сюжет
Молоденькая Вероника нанимается репетитором для юного лоботряса Жана-Кристофа, которому плохо дается учеба в начальной школе. Мать бездельника рекомендует девушке быть как можно строже с учеником, который втихаря передразнивает манеру общения взрослых.
При попытке объяснить деление дробей возникают затруднения, поскольку Жан-Кристоф не может взять в толк, каким образом в процессе деления частное оказывается больше делимого. Вероника, по-видимому, весьма нетвердо знает математическую теорию, и не может дать вразумительного объяснения, что не повышает её авторитета в глазах воспитанника. Она утверждает, что это сложно объяснить, требуется знание алгебры, которую ученикам будут преподавать в следующем году. Жан-Кристоф на это замечает, что они ведь не будут изучать деление дробей до самого начала преподавания алгебры.
Написание сочинения «о том, как я провел выходной» также наталкивается на препятствие, поскольку ученик заявляет, что ему ничего не приходит в голову, и он вообще не понимает, зачем писать две страницы о том, что можно рассказать в двух словах. Объяснения Вероники, что сочинение нужно писать, дабы научиться развернуто выражать свои мысли, не убеждает лодыря, заявляющего, что в реальной жизни такое умение мало кому нужно, и вообще в школе учат множеству бесполезных вещей.
Жан-Кристоф не прочь закончить урок пораньше, и предлагает Веронике идти домой, обещая не выдавать, но девушка остается до конца занятия и возвращения его матери. Несмотря на то, что её педагогика не достигла цели, она, прощаясь, хвалит ученика.

## В ролях
- Николь Берже — Вероника
- Стелла Дассас — мать
- Ален Дельрьё — Жан-Кристоф

## О фильме
Лента относится к так называемой серии «Шарлотта и Вероника» из четырёх короткометражек, снимавшейся в 1951—1959 годах Ромером и Жан-Люком Годаром.
Несмотря на некоторую наивность первых короткометражных фильмов будущих лидеров Новой волны, в этих лентах в зародыше уже присутствуют особенности позднейшей стилистики и проблематики их кинематографа. В данном случае применен диалогический принцип построения сюжета, характерный для зрелого и позднего Ромера, а лентяй Жан-Кристоф — своего рода пре-Антуан Дуанель из цикла картин Франсуа Трюффо, недовольный необходимостью следовать правилам, установленным взрослыми, авторитета которых он не признает.

## Комментарии
1. ↑  Другие фильмы: «Представление, или Шарлотта и её стейк» Ромера; «Шарлотта и её Жюль» и «Все ребята зовутся Патриками» («Шарлотта и Вероника») Годара